# Lieutenant général (Australie)
Pour les articles homonymes, voir Lieutenant général.
Lieutenant général (abrégé LTGEN) est un grade supérieur de l'armée australienne, créé comme un équivalent direct du grade militaire britannique de lieutenant général. Il s'agit d'un grade trois étoiles.
Le grade de lieutenant général est détenu par le chef de l'armée (en) et lorsque des officiers de l'armée sont nommés aux postes communs, le vice-chef des forces de défense (en) et le chef des opérations conjointes (en). Le chef du développement des capacités (en), dissous en 2016, portait également le rang trois étoiles.
Lieutenant-général est un grade supérieur à celui de major général, mais inférieur à celui de général. Ce grade est l'équivalent du vice-admiral dans la Royal Australian Navy et de l'air marshal dans la Royal Australian Air Force. Son insigne est la couronne de saint Édouard au-dessus d'une épée et d'un bâton croisés.
En 2023, Natasha Fox devient la première femme à être promue au grade de générale trois étoiles dans l'ADF.